# Butterkinder
Als Butterkinder wurden die unterernährten Kinder im Nachkriegsösterreich bezeichnet, die zuerst in Österreich selbst, aber bereits Monate nach Kriegsende in andere Länder auf Erholung geschickt wurden. 
Unter diesen Ländern waren die Schweiz oder Spanien. Aber auch Länder wie Belgien, die noch nicht lange zuvor selbst besetzt waren, wurden das Ziel solcher Kinderverschickungen, wie sie bereits nach dem Ersten Weltkrieg durchgeführt wurden. Der Aufenthalt dauerte mehrere Monate. Die Kinder waren meist zwischen fünf und zehn Jahre alt. 
Es waren rund 80.000 Kinder, die bei Gasteltern untergebracht wurden. Durch emotionelle Bindungen, die dabei entstanden, blieben auch Kinder bei den Gastfamilien und wurden adoptiert.
Die Aktionen wurden ermöglicht durch einen Hilferuf des damaligen Bundeskanzlers Leopold Figl an die UNO. Vor allem im Stadtgebiet lebende Kinder wiesen starke Mangelerscheinungen auf. Auch wenn Gemüse aus den eigenen Schrebergärten vorhanden war, so führte der Fettmangel zu vielen Erkrankungen. Die Säuglingssterblichkeit betrug in der unmittelbaren Nachkriegszeit bis zu 15 Prozent.